# گولو آگوپ

گولو آگوپ (ارمنی: Կիւլլիւ Յակոբ)؛ زاده ۱۸۴۰ – درگذشته ۱۹۰۲) پدیدآور، بازیگر، نویسنده، و بازیگر تئاتر ارمنی‌تبار اهل امپراتوری عثمانی بود. وی بین سال‌های تا میلادی فعالیت می‌کرد.

## زندگی‌نامه
وی با نام اصلی هاکوب واردوویان (ارمنی: Հակոբ Վարդովյան در ۱۸۴۰ در کنستانتینوپل به دنیا آمد .  وی در ۱۹۰۲ در سن ۶۲ سالگی در کنستانتینوپل درگذشت.